# Incendios en el delta del río Paraná de 2020
Los Incendios en el delta del río Paraná de 2020 son una serie de incendios ocurridos a lo largo de aquel año en las islas del Delta del Río Paraná durante una bajante del río, principalmente en la provincia de Entre Ríos, afectando también a localidades de la provincia de Buenos Aires y Santa Fe, tales como Rosario y San Pedro.
Los primeros focos se detectaron en febrero de 2020, y continuaron hasta octubre. Anteriormente, habían ocurrido en la misma zona los Incendios en el delta del río Paraná de 2008. Al 29 de septiembre de 2020, se habían quemado 300 000 hectáreas. Se estimó un costo económico diario de más de 10 millones de pesos.

Formaron parte de los incendios en Argentina de 2020, que afectaron a distintas provincias durante ese año.

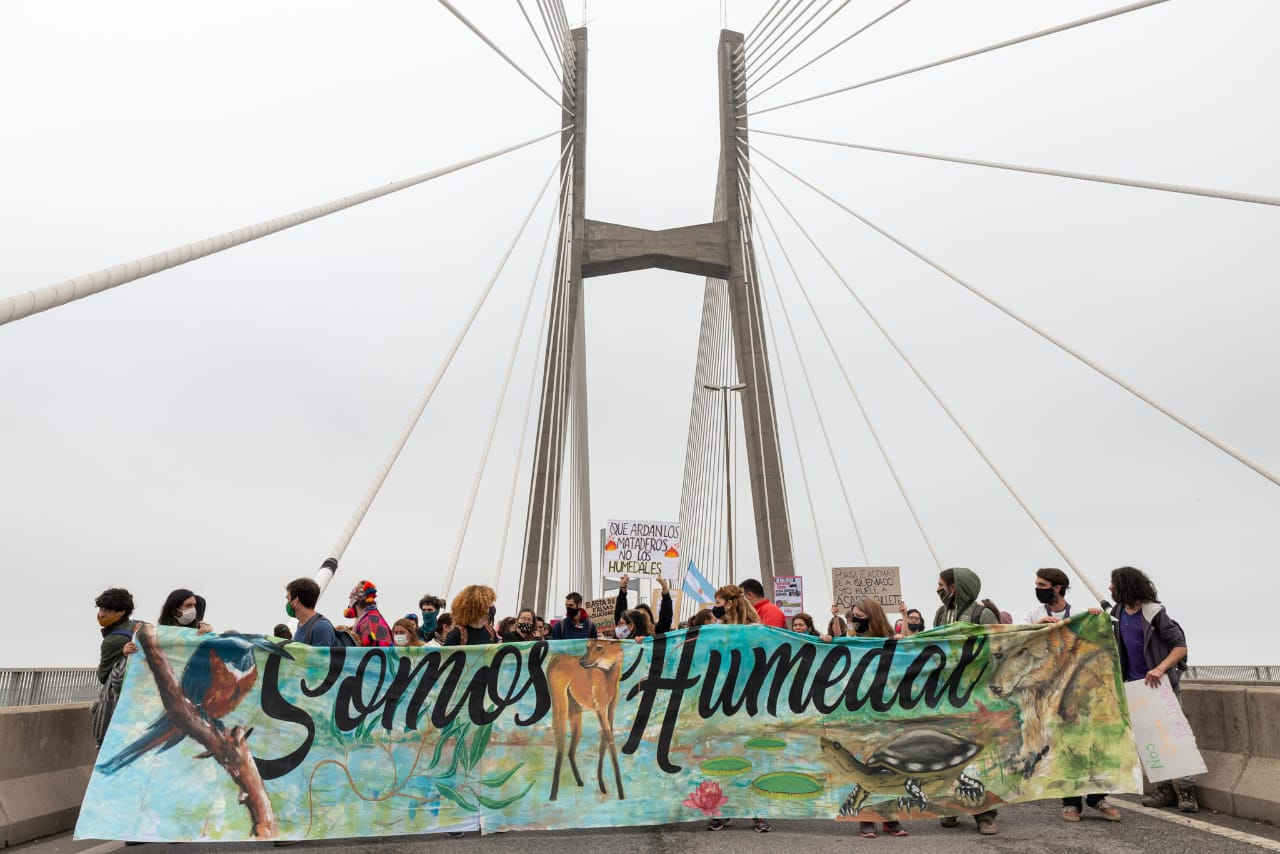
Protestas contra los incendios, el 8 de agosto en el Puente Rosario-Victoria

## Contexto
Durante el 2020, hubo un bajo nivel de lluvias en la cuenca del Plata; en el alto Paraná, alto Paraguay, y en el río Iguazú. Esto generó incluso que se sequen las cataratas del Iguazú, derivando en un conflicto diplomático entre Argentina y Brasil por la apertura de las compuertas de las diversas represas que el país mantiene en el norte de la cuenca, principalmente Itaipú, la cual finalmente abrió sus compuertas el 18 de mayo de 2020 por 12 días.
Esto, sumado al fenómeno de La Niña, ocasionó una bajante histórica en el río Paraná, la mayor en 51 años en Rosario. Todos los cursos fluviales de la cuenca registraron una condición de sequía y bajante, con caudales mínimos, a causa de las anomalías en las lluvias.
Esta caída en el nivel del río ocasionó problemas de diversa índole, como dificultades para transportar la cosecha, problemas en las tomas de agua para abastecimiento de la red de distintas ciudades, y mortandad de peces. Además, propició distintos daños al medioambiente, entre ellos la pesca y caza furtiva indiscriminadas.
Principalmente, la situación provocó una sequía en zonas de Santa Fe, Entre Ríos y Buenos Aires, y una falta de humedad en la abundante vegetación de las islas del delta que propició el inicio y expansión de incendios.

## Causas
Durante los meses de verano, se creyó que los incendios podrían ser provocados por personas que dejaban colillas de cigarrillos o fogatas encendidas en las islas, así como por productores agropecuarios. El sector agrícola indicó que estos incendios se debían a la mayor afluencia de público en las islas (turistas y cazadores furtivos), la gran biomasa seca que potencia cualquier foco.
Meses después varios productos agropecuarios fueron detenidos por provocar los incendios con el objetivo de despejar los campos para plantar soja. El día dos de agosto son detenidos por la justicia 
dos productores sojeros de la Sociedad Rural por la quema de pastizales, previamente había sido detenido un productor ganadero al que se le había encontrado acelerador de incendio en sus talleres. Distintos productores agropecuarios fueron imputados penalmente por haber iniciado los incendios.
Por otro lado, organizaciones ambientalistas indicaron que estos incendios fueron generados por productores ganaderos para renovar las pasturas tal como todos los años, solo que en 2020 realizaron esta maniobra antes de lo habitual y, agravada por el contexto de sequía, generó que el fuego se propague más rápidamente. El gobierno también se presentó ante la justicia para denunciar a productores que quemaban campos.
Meses después se denunció que las tierras con bosques nativos estaban siendo utilizadas para producción agropecuaria,en medio del postergado debate por la Ley de Humedales que procuraba la preservación de bosques nativos y desalentada la quema de bosques y pastizales, impulsada por el legislador Máximo Kirchner, organizaciones de la sociedad civil y entidades gubernamentales constataron la presencia de máquinas y terraplenes construidos en áreas desmontadas dentro de los territorios arrasados por fuegos intencionales. A su vez, el documento de la comunidad científica a favor de la aprobación de una legislación trabada en comisiones por presión de la entidad conocida como sociedad rural argentina.
En 2023 tras dos años de investigaciones y un juicio penal por los incendios del Delta del Paraná, condenaron en una de las múltiples causas por incendio dos apicultores de Santa Fe por iniciar diversos focos de increíble, durante el mismo los imputados aseguraron que otros productores también fueron responsables de los focos ígneos registrados durante esas fechas en la zona. En 2023 tres productores agropecuarios detenidos en 2021 por los incendios de 2020 serían nuevamente detenidos por provocar incendios en 2023

## Desarrollo

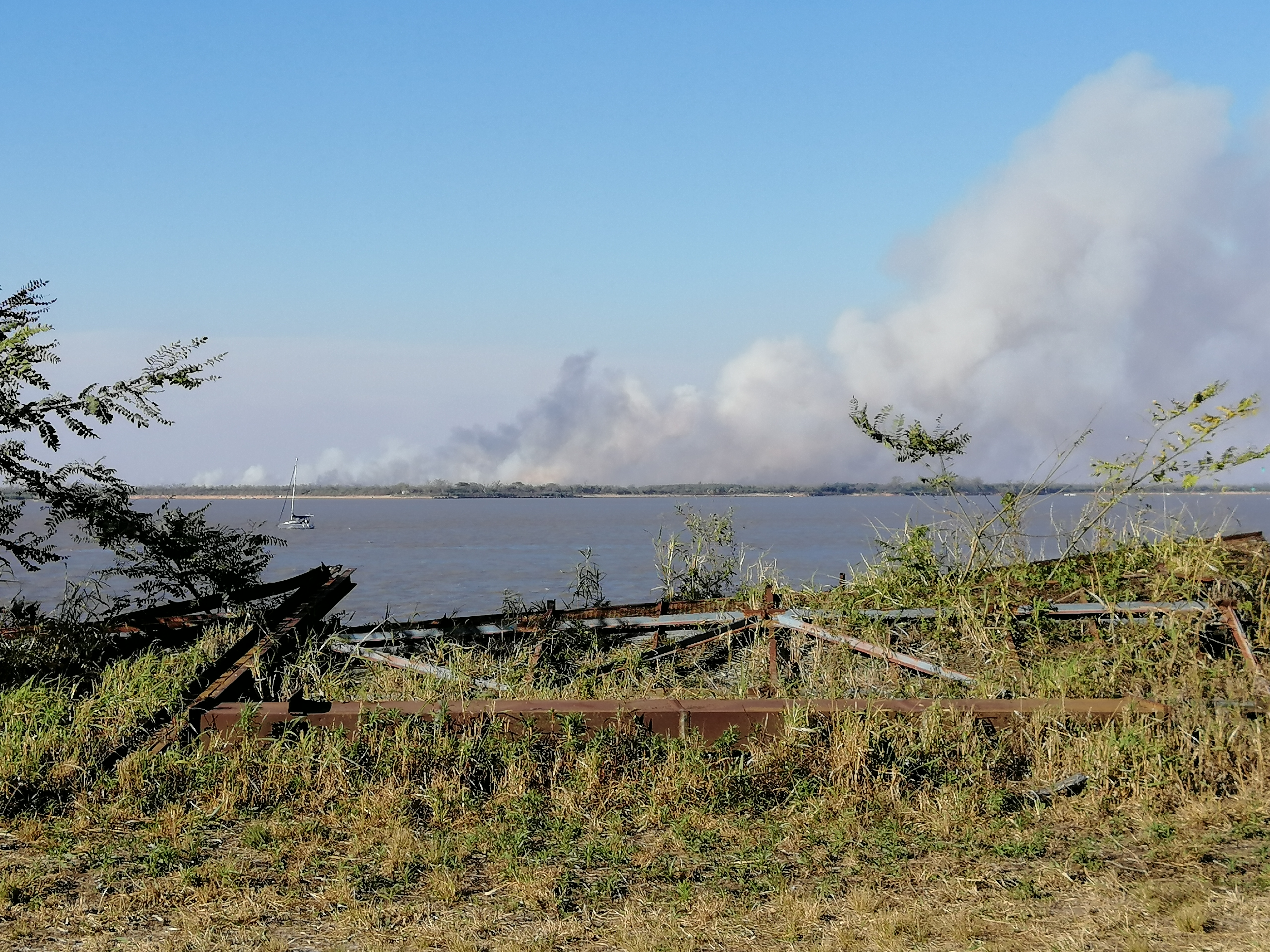
Incendios vistos desde Rosario el 26 de julio de 2020.

### Febrero
Comenzando en los meses de enero y febrero se registraron 345 quemas en las zonas cercanas a Santa Fe. Las mismas se intensificaron desde el mes de febrero a causa de la profundización de la sequía, generando la lucha contra el fuego de efectivos de Prefectura, Bomberos Voluntarios de Victoria, y el Plan de Manejo del Fuego.

### Marzo
El 3 de marzo de 2020, la municipalidad de la ciudad de Rosario realizó una denuncia penal ante la justicia federal de Victoria (Entre Ríos) contra productores agropecuarios así como contra funcionarios públicos, presuntamente responsables de los incendios.

### Mayo
Para mayo de 2020, el área afectada era de unos 23 kilómetros cuadrados. Durante el mes de mayo se detectaron 340 focos de incendio.

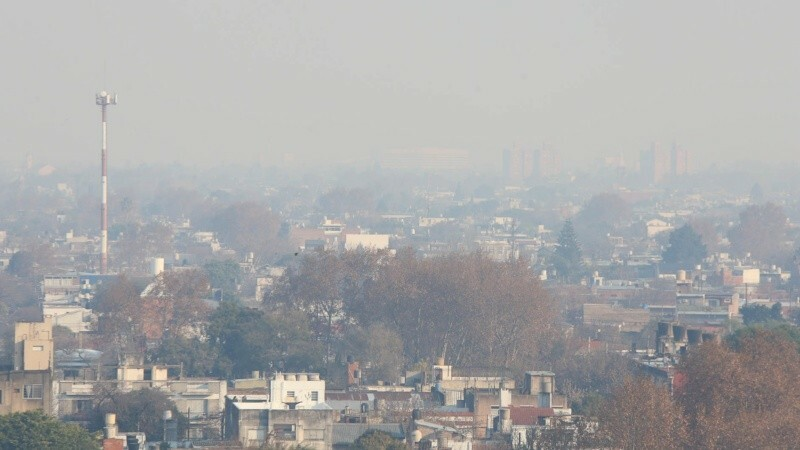
Humo en Rosario, en julio de 2020

### Junio
El 14 de junio, el gobierno nacional declaró la emergencia ambiental y zona crítica de protección ambiental a la zona del delta del río Paraná por los incendios. De esta manera, se prohibió por 180 días la quema de pastizales en toda el área.
A pesar de la prohibición, en el mes de junio aumentaron los focos de incendio. A este mes, los focos acumulados en el año eran de unos 3000.

### Julio
En julio de 2020, el fuego se propaga a Granadero Baigorria (Santa Fe) hasta Baradero (Buenos Aires).

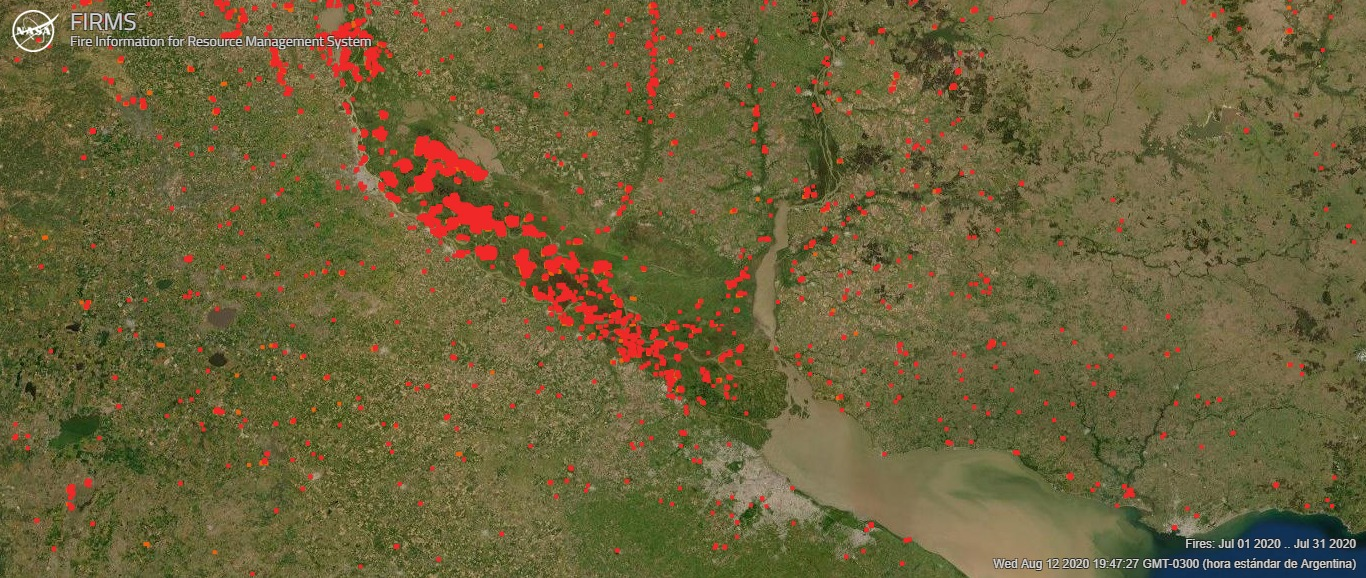
Focos de incendio (en rojo) detectados durante el mes de julio por la NASA

### Agosto
El 1 de agosto, unas 10 000 personas se manifestaron contra los incendios, en reclamo de la aprobación de la Ley de Humedales, cortando el Puente Rosario-Victoria. Ese mismo mes el.ministro de ambiente Cabandié presentó una denuncia contra productores sojeros por la quema intencional de pastizales
 Se acumulaban unos 8 000 focos de incendio en el año, con unos 530 kilómetros cuadrados de superficie destruida.
El 5 de agosto la nube de humo producida por los incendios llegó a la Ciudad de Buenos Aires, cubriendo su cielo durante horas. Este mismo día comenzó en el Congreso argentino el debate sobre la Ley de Humedales, en la Cámara de Diputados. A este día, ya eran unas 90 000 las hectáreas quemadas.
El 10 de agosto expertos fueron convocados a una reunión en la Comisión de Ambiente y Desarrollo Sustentable del Senado de la Nación.
El 11 de agosto, al aceptar un recurso de amparo, la Corte Suprema ordenó la creación de comité de emergencia para frenar los incendios en el Delta, basado en el Plan Integral Estratégico de Conservación y Aprovechamiento Sostenible en el Delta del Paraná (PIECAS-DP) creado en 2009 luego de los incendios en el delta de 2008. Este comité deberá estar integrado por el Ministerio de Ambiente de la Nación, los gobiernos de las provincias de Santa Fe, Entre Ríos y Buenos Aires, y las municipalidades de Rosario y Victoria, a quienes se instó a presentar un informe sobre el cumplimiento de estas medidas en los 15 días siguientes a  la fecha en que la corte las solicitó.
Durante las dos primeras semanas de agosto, se registraron unos 7 000 focos de incendio, y el área quemada era de entre unos 900 y 1 000 kilómetros cuadrados.
El 21 de agosto se realizó, de manera virtual, la primera reunión del Comité Interjurisdiccional de Alto Nivel del Plan Integral Estratégico para la Conservación y Aprovechamiento Sostenible en el Delta del Paraná (CIAN-PIECAS).

## Lucha contra el fuego

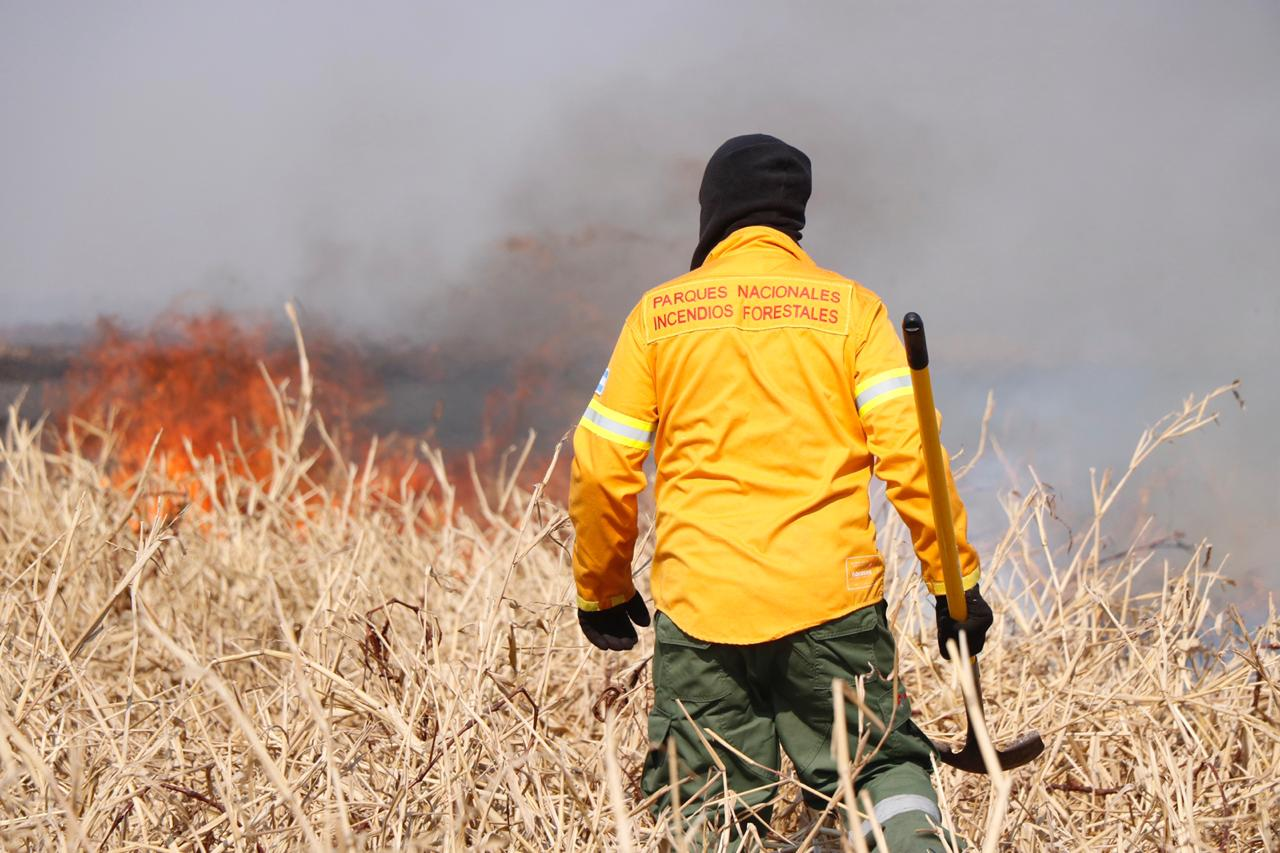
Combate contra el fuego

La lucha contra el fuego estuvo a cargo de efectivos de Prefectura (entre ellos, el Grupo Albatros), 34 brigadistas de la Federación Santa Fe de Bomberos Voluntarios, Policía Federal Argentina, la Brigada Forestal de la Policía de Islas de Entre Ríos y del Ejército argentino.
El Servicio Nacional de Manejo del Fuego utilizó cinco aviones (cuatro hidrantes y uno observador), la Policía Federal Argentina un helicóptero con helibalde, la Armada Argentina dos buques multipropósito, y el Ejército, un helicóptero.

## Consecuencias
Durante junio de 2020, se analizó la posibilidad de convertir el área en una reserva nacional a causa de los incendios, permitiendo la explotación agrícola, ganadera y pesquera, con cuidados medioambientales y la presencia de Parques Nacionales.
El Ministerio de Ambiente y Desarrollo sostenible indicó que avanzaría en la denuncia judicial contra productores agropecuarios, además de comprometerse a reactivar el Plan Integral Estratégico para la Conservación y el Aprovechamiento Sostenible del Delta del Paraná (PIECAS-DP).
El 25 de septiembre falleció un hombre quien ayudaba a apagar los incendios.